# Gastone Parigi
Gastone Parigi (Este, 10 agosto 1931 – Pordenone, 12 gennaio 2010) è stato un politico italiano.
Consigliere comunale a Pordenone nel 1956, è stato consigliere regionale del Friuli Venezia Giulia e deputato per tre legislature nelle liste del Movimento Sociale Italiano-Destra Nazionale. Dal 1994 al 1999 è stato parlamentare europeo.